# Macrosoma
Macrosoma är ett släkte av fjärilar. Macrosoma ingår i familjen Hedylidae.
Macrosoma är enda släktet i familjen Hedylidae.

## Dottertaxa tillMacrosoma, i alfabetisk ordning[1]
- Macrosoma absentimacula
- Macrosoma albida
- Macrosoma albifascia
- Macrosoma albimacula
- Macrosoma albipannosa
- Macrosoma albistria
- Macrosoma amaculata
- Macrosoma bahiata
- Macrosoma biapicata
- Macrosoma cascaria
- Macrosoma cellulata
- Macrosoma conifera
- Macrosoma coscoja
- Macrosoma costilunata
- Macrosoma desueta
- Macrosoma divisa
- Macrosoma expedita
- Macrosoma gorgonensis
- Macrosoma gratiosa
- Macrosoma hedylaria
- Macrosoma heliconaria
- Macrosoma heliconiaria
- Macrosoma hyacinthina
- Macrosoma inermis
- Macrosoma intermedia
- Macrosoma interrupta
- Macrosoma klagesi
- Macrosoma lamellifera
- Macrosoma latiplex
- Macrosoma leptosiata
- Macrosoma leucophasiata
- Macrosoma leucoplethes
- Macrosoma lucivittata
- Macrosoma megalophysa
- Macrosoma minutipuncta
- Macrosoma muscerdata
- Macrosoma napiaria
- Macrosoma nigrimacula
- Macrosoma obstructa
- Macrosoma parornata
- Macrosoma paularia
- Macrosoma pectinogyna
- Macrosoma praecostalis
- Macrosoma rubedinaria
- Macrosoma satellitiata
- Macrosoma semiermis
- Macrosoma stabilinota
- Macrosoma subornata
- Macrosoma tipulata
- Macrosoma uniformis
- Macrosoma ustrinaria
- Macrosoma zapotensis
- Macrosoma zikani